# Huernia lavrani
Huernia lavrani är en oleanderväxtart som beskrevs av Leslie Larry Charles Leach. Huernia lavrani ingår i släktet Huernia och familjen oleanderväxter. Inga underarter finns listade i Catalogue of Life.